# 堆拉翠雀花
堆拉翠雀花（学名：Delphinium wardii）是毛茛科翠雀属的植物，是中国的特有植物。分布在中国大陆的西藏等地，生长于海拔4,200米的地区，多生在山地灌丛中，目前尚未由人工引种栽培。